# Slovenska pisateljska pot
Slovenska pisateljska pot je projekt Društva slovenskih pisateljev (pobudnik Igor Likar), ki predstavlja in oživlja literarno dediščino. Osrednji del tega projekta je pot, ki povezuje rojstne domačije in hiše, v katerih so živeli in ustvarjali slovenski pesniki in pisatelji. Vodnik o njej predstavlja slovenske književnike in njihovo vpetost v literarno-kulturno dediščino slovenskih pokrajin. Pot poteka od rojstne hiše Miška Kranjca v prekmurski Veliki Polani do rojstne hiše Otona Župančiča v belokranjski Vinici. Je transverzala točkovnega tipa, namenjena obisku po odsekih in posameznih pisateljskih postajah, ki pa so razdeljene po pokrajinah. Ustvarili so jo: Melita Forstnerič Hajnšek, Aljoša Lavriha, Miran Hladnik, Petra Jordan, Franci Just, Miran Košuta, Željko Kozinc, Urška Perenič, Gašper Troha, Vladka Tucovič.
Na Srednji ekonomski, storitveni in gradbeni šoli, ŠC Kranj smo zasnovali Pisateljsko pešpot po Sloveniji, pri čemer nam je kot osnova služila Slovenska pisateljska pot.

## Seznam točk na poti
Seznam književnikov, ki so vključeni v Slovensko pisateljsko pot, in točk na poti:
1. Ferdo Godina, Dolnja Bistrica
2. Frank Bükvič, Puconci
3. Edvard Kocbek, Sveti Jurij ob Ščavnici
4. Bratko Kreft, Biserjane
5. Lojz Kraigher, Sveta Trojica
6. France Forstnerič, Pobrežje
7. Ivan Potrč, Štuki pri Ptuju
8. Anton Ingolič, Spodnja Polskava
9. Stanko Majcen, Maribor
10. Berta Bojetu, Maribor
11. Janko Glazer, Ruše
12. Janko Messner, Dob pri Pliberku
13. Andrej Šuster - Drabósnjak, Kostanje
14. Valentin Polanšek, Obirsko
15. Milka Hartman, Libuče
16. Leopold Suhodolčan, Prevalje
17. Prežihov Voranc, Kotlje
18. Franc Ksaver Meško, Sele
19. Karel Destovnik - Kajuh, Šoštanj
20. Vladimir Levstik, Celje
21. Anton Novačan, Zadobrova
22. Ela Peroci, Sveti Križ pri Rogatcu
23. Jože Šmit, Rogatec
24. Branko Hofman, Rogatec
25. Adam Bohorič, Jurij Dalmatin, Krško
26. Anton Aškerc, Globoko
27. Ludvik Mrzel, Tone Seliškar, Trbovlje
28. Mile Klopčič, Zagorje ob Savi
29. Cene Vipotnik, Zagorje ob Savi
30. Janez Vajkard Valvasor, Bogenšperk
31. Slavko Grum, Šmartno pri Litiji
32. Dane Zajc, Zgornja Javoršica
33. Janko Kersnik, Brdo pri Lukovici
34. Rudolf Maister, Kamnik
35. France Balantič, Kamnik
36. Josipina Turnograjska, Preddvor
37. Rudi Šeligo, Kranj
38. Simon Jenko, Podreča
39. Ivan Tavčar, Visoko
40. Karl Mauser, Podbrezje
41. Janez Mencinger, Bohinjska Bistrica
42. Tone Svetina, Bled
43. Anton Tomaž Linhart, Radovljica
44. Ivan Hribovšek, Radovljica
45. France Prešeren, Vrba
46. Janez Jalen, Rodine
47. Fran Saleški Finžgar, Žirovnica
48. Matija Čop, Žirovnica
49. Pavle Zidar, Jesenice
50. Tone Čufar, Jesenice
51. Josip Vandot, Kranjska Gora
52. Simon Gregorčič, Vrsno
53. Ivan Trinko, Trčmun
54. Ivan Pregelj, Most na Soči
55. France Bevk, Zakojca
56. Ciril Kosmač, Slap ob Idrijci
57. Alojz Gradnik, Medana
58. Matej Bor, Dol pri Grgarju
59. Danilo Lokar, Ajdovščina
60. Janez Svetokriški, Vipavski Križ
61. Igo Gruden, Nabrežina
62. Srečko Kosovel, Tomaj
63. Vladimir Bartol, Sveti Ivan
64. Bogomir Magajna, Gornje Vreme
65. Dragotin Kette, Prem
66. Miroslav Vilhar, Zagorje na Pivki
67. Zofka Kveder, Loški Potok
68. Fran Milčinski, Lož
69. Jože Udovič, Cerknica
70. Ivan Cankar, Vrhnika
71. Peter Božič, Ljubljana
72. Kristina Brenk, Ljubljana
73. Izidor Cankar, Ljubljana
74. Fran Erjavec, Ljubljana
75. Andrej Hieng, Ljubljana
76. Mila Kačič, Ljubljana
77. Lojze Kovačič, Ljubljana
78. Juš Kozak, Ljubljana
79. Primož Kozak, Ljubljana
80. Janez Menart, Ljubljana
81. Mira Mihelič, Ljubljana
82. Ivan Mrak, Ljubljana
83. Josip Murn - Aleksandrov, Ljubljana
84. Lili Novy, Ljubljana
85. Marjan Rožanc, Ljubljana
86. Dominik Smole, Ljubljana
87. Gregor Strniša, Ljubljana
88. Anton Vodnik, Ljubljana
89. Valentin Vodnik, Ljubljana
90. Božo Vodušek, Ljubljana
91. Žiga Zois, Ljubljana
92. Vitomil Zupan, Ljubljana
93. Primož Trubar, Rašica
94. Josip Stritar, Podsmreka
95. Fran Levstik, Dolnje Retje
96. Josip Jurčič, Muljava
97. Pavel Golia, Trebnje
98. Tone Pavček, Šentjurij
99. Janez Trdina, Novo mesto
100. Jože Dular, Vavta vas
101. Lojze Krakar, Semič
102. Miran Jarc, Črnomelj
103. Oton Župančič, Vinica

## Vir
Željko Kozinc (ur.): Slovenska pisateljska pot: Vodnik po domovanjih 106 pesnikov in pisateljev. Radovljica: Didakta, 2013. (COBISS)